# Yacht Klub Polski Szczecin
Yacht Klub Polski Szczecin – klub żeglarski w Szczecinie założony 9 stycznia 1993 roku.  

## Historia Klubu

Bandera YKP

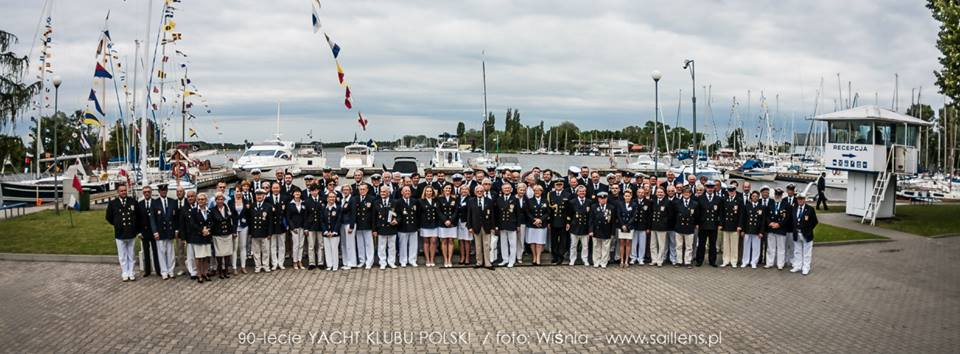
90 lecie Yacht Klubu Polskiego w Szczecinie

### Yacht Klub Polski Oddział Morski

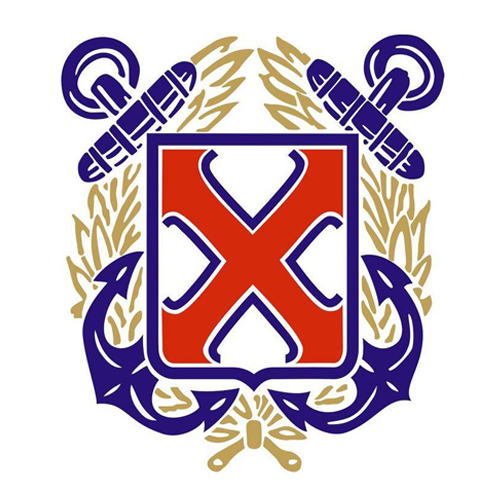
Emblemat YKP SZCZECIN

Yacht Klub Polski Oddział Morski w Szczecinie powstał w 1947 roku, a utworzyli go przedwojenni działacze, którzy po wojnie osiedlili się w Szczecinie. 21 lutego 1947 roku w sali konferencyjnej Urzędu Wojewódzkiego odbyło się Walne Zebranie organizacyjne Oddziału Morskiego Yacht Klubu Polskiego w Szczecinie. Wzięli w nim udział: wicekomandor B. Barylski z Warszawy, wojewoda Leonard Borkowicz, wicewojewoda Kramarski, prezydent miasta Piotr Zaremba, poseł K. Patka i wielu czołowych osobistości Szczecina.
Podczas spotkania wybrano nowe władze Klubu. Komandorem Klubu został Leonard Borkowicz, jego zastępcami K. Bartoszyński, K. Płatek, M. Szychowski, kapitanami – Grzywiński, Goebel, Starzeński. Sekretarzem został wybrany T. Dunin-Wąsowicza. Do Zarządu powołano jeszcze: Arbuzowa, Bochenka, Godeckiego i Grodzieńskiego. Utworzono również  Komisję Rewizyjną w składzie: Marcinkiewicz, Węgrzynowski, Bukowiecki. Przewodniczącym Sądu Koleżeńskiego wybrano prezydenta miasta Piotra Zarembę, a na członków: Kaniowskiego, Pisarka, Felczera, Makowieckiego. Władze centralne zgodziły się na powołanie w Szczecinie Delegatury PZŻ w Szczecinie, która potem została przekształcona w Szczeciński Okręgowy Związek Żeglarski. Dodatkowo pozwolono Klubowi na tymczasowy mandat opiekuńczy nad jachtami rewindykowanymi z Niemiec i  na założenie terenowego Koła Kapitanów, niezależnie od ich klubowej przynależności.
Z powodu utraty poparcia władz miasta i PRL klub został rozwiązany w 1951 roku. W maju 1950 roku nakazano przejście członków Klubu do Zrzeszenia Sportowego Budowlani. Jacht „Orlik” decyzją Delegatury PZZ przekazano Lidze Morskiej. 

### Yacht Klub Polski Szczecin
W październiku 1992 roku grupa szczecińskich żeglarzy przeprowadziła rozmowy z dyrektorem „Marina-Marco”, panią Wandą Kwapiszewską z wykorzystaniem bazy tego ośrodka. Przedstawione plany funkcjonowania Klubu oraz warunków bazowania jachtów zostały zaaprobowane. Do końca listopada 1992 roku armatorzy jachtów prywatnych otrzymali ofertę wstąpienia do Klubu oraz warunki bazowania jachtów.
W dniu 9 stycznia 1993 roku odbyło się zebranie założycielskie Klubu, na którym przyjęto przedstawiony statut Klubu, dokonano wyboru zarządu i komisji rewizyjnej oraz podjęto uchwałę powołującą klub.

## Działalność YKP Szczecin
Yacht Klub Polski Szczecin jest co roku organizatorem Pucharu Yacht Klubu Polski (czerwiec) oraz międzynarodowych regat Trzebież-Ueckermünde-Szczecin – Regaty Oldtimerów Epifanes Trophy (wrzesień). W 2010 roku współorganizował obchody 65 lat żeglarstwa na Pomorzu Zachodnim.   
W maju 2014 roku YKP Szczecin był współorganizatorem razem z Zarządem Głównym obchody 90-lecia YKP. Klub gościł kolegów i koleżanki z innych klubów z całej Polski oraz świata. Podczas obchodów w dniach 17-18 maja odbyły się Międzynarodowe Mistrzostwa Jacht Klubu Polski klasy OPTIMIST. W tym samym roku Klub wsparł organizatorów finału największej imprezy żeglarskiej w naszej części Europy The Tall Ship Races – gminę miasto Szczecin w zabezpieczeniu gościnnej kei dla jachtów turystycznych. Członkowie YKP społecznie zabezpieczali postój gości na nabrzeżu bułgarskim i koordynowali ich obecność w tym wielkim święcie.
Rok 2014 to akcja “Polonez na wodzie” zorganizowana przez kpt. Filipa Gruszczyńskiego. Legendarny jacht Polonez pod banderą YKP wystartował w regatach The Tall Ship Races, banderę klubową podczas pożegnania jachtu na Wałach Chrobrego w Szczecinie kapitan odebrał od Marszałka Województwa pana Olgierda Geblewicza. 
W 2014 roku Klub nawiązał współpracę ze Stettiner Yacht Club z Lubeki, który powstał w 1877 roku i do 1945 roku działał w Szczecinie. Żeglarze spotkali się w Szczecinie, poznali historię obu klubów, obejrzeli archiwalne zdjęcia oraz wzięli udział w uroczystości odsłonięcia na Alei Żeglarzy w Szczecinie tablicy historycznej poświęconej Stettiner Yacht Clubowi.
Dla uczczenia 70-lecia polskiego żeglarstwa na Pomorzu Zachodnim w 2015 roku zorganizowano wyprawę Narwik 2015 na jachcie s/y “STARY” pod banderą YKP. Był to rejs edukacyjny, w ramach Szczecińskiego Programu Edukacyjnego Rejsy Odkrywcy, do Narwiku, gdzie w 1940 roku walczyła Samodzielna Brygada Strzelców Podhalańskich. Chciano w ten sposób uczcić 75. rocznica walk o Narwik i zatonięcie w jego pobliżu ORP „GROM”. Wyprawa została wyróżniona nagrodą Rejs Roku 2015. 
W 2016 roku na prośbę Zachodniopomorskiego Okręgowego Związku Żeglarskiego Klub zorganizował 52 edycję Etapowych Regat Turystycznych. W 2017 roku dzięki wsparciu członków i firm zakupiono na potrzeby Klubu dwa jachtów klasy Carina (Dominika i Halszka). W 2017 roku klub świętował 70 lecie powstania, a w 2018 25 lecie reaktywacji. Z tej okazji w Szczecinie został zorganizowany w ramach spotkania Zarządu Głównego zjazd delegatów klubów z całej Polski. Od roku 2019 ruszyła Szkółka YKP Szczecin, tym samym otwierając nowy rozdział w historii stowarzyszenia.

## Siedziba
W latach 1993–1995 siedziba Klubu przy ulicy Przestrzennej mieściła się na terenie dzierżawionej od Stoczni Szczecińskiej im. A Warskiego przystani spółki Marina–Marco". Ponieważ w 1995 roku stocznia wymówiła dzierżawę i podniosła ceny siedziba Klubu została zlikwidowana. Klub przeniósł się do Harcerskiego Ośrodka Morskiego w Dąbiu. Ze względu na zaniedbanie terenu i kradzieże przestano jednak korzystać z tej przystani. Dopiero w 2011 roku Klub wrócił do przystani Marina Club na ulicę Przestrzenną 11. 